# Markovo
Markovo (in russo Марково?) è un villaggio situato nel circondario autonomo della Čukotka, nell'estremo oriente russo, nei pressi del fiume Anadyr'.

## Storia
La data di fondazione dell'insediamento non è conosciuta, sebbene sia considerato uno dei primi e più importanti centri abitati della Čukotka.
Nel XVII secolo, la spedizione di Semën Dežnëv svernò vicino al sito dove ora sorge Markovo e successivamente fondò Anadyrsk come base per l'esplorazione della Čukotka e della Kamčatka; venne seguita da chi era alla ricerca di opportunità d'affari e da coloro che non volevano continuare ad essere servi della gleba. Il villaggio fu un fulcro commerciale durante il primo periodo dell'esplorazione cosacca e proprio il fatto di avere origini cosacche ha reso Markovo uno dei primi insediamenti russofoni dell'area. Si pensa che si sia evoluto nella forma attuale nella metà del XVIII secolo ed abbia preso il nome dal primo colono, tale Markov; secondo un'altra ipotesi, invece, l'origine del toponimo andrebbe fatta risalire a San Marco.
Agli inizi del XX secolo, Markovo era il centro culturale del Markovskij rajon (diviso nell'Anadyrskij rajon e Bilibinskij rajon nel 1958) nonché la sede della prima scuola parrocchiale nella Čukotka, la cui costruzione cominciò nel 1862. A tutt'oggi, malgrado sia stato riclassificato come villaggio, l'insediamento continua ad avere una certa importanza dal punto di vista culturale, visto che è sede del Markovskiye Vechiorki Chorus, specializzato in antiche canzoni cosacche, di un collegio e di un centro culturale; inoltre è in costruzione un ospedale.

## Società

### Evoluzione demografica
La popolazione, secondo un rapporto del 2000, era composta pressappoco da un 30% di Ciuvani, 6% di Čukči, 6% di Eveni e 2% di Jukaghiri, il rimanente da russi. Sempre secondo lo studio, solo il 5% delle famiglie, indipendentemente dall'etnia, aveva un regolare reddito mensile, mentre la maggior parte delle famiglie viveva al di sotto della soglia di povertà. Nei primi anni 2000, a fronte di un reddito medio mensile nella Čukotka di 3800 rubli, il salario minimo a Markovo si attestava sui 350-80 rubli, con forse una pensione addizionale tra i 700 e 1100 rubli integrata da altri contributi per circa 160 rubli..

## Geografia fisica

### Clima

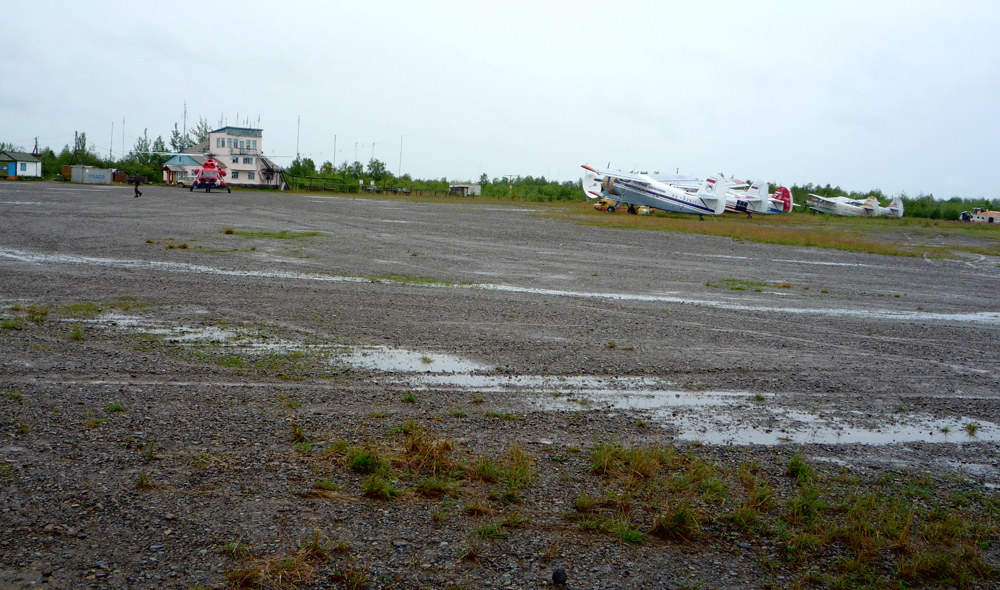
L'aeroporto

Il clima di Markovo è piuttosto vario: sebbene sia sottozero da settembre fino alla fine di maggio, e regolarmente -20 °C da novembre ad aprile, la breve estate da giugno ad agosto è solitamente abbastanza temperata, con le temperature record raggiunte tra le più calde della Čukotka.
| Mese                  | Mesi  | Mesi  | Mesi  | Mesi  | Mesi  | Mesi | Mesi | Mesi | Mesi  | Mesi  | Mesi  | Mesi  | Stagioni | Stagioni | Stagioni | Stagioni | Anno  |
| Mese                  | Gen   | Feb   | Mar   | Apr   | Mag   | Giu  | Lug  | Ago  | Set   | Ott   | Nov   | Dic   | Inv      | Pri      | Est      | Aut      | Anno  |
| --------------------- | ----- | ----- | ----- | ----- | ----- | ---- | ---- | ---- | ----- | ----- | ----- | ----- | -------- | -------- | -------- | -------- | ----- |
| T. max. media (°C)    | −22,8 | −20,6 | −17,2 | −8,9  | 2,2   | 15,6 | 18,9 | 15,6 | 7,8   | −5,0  | −15,0 | −20,6 | −21,3    | −8,0     | 16,7     | −4,1     | −4,2  |
| T. min. media (°C)    | −31,7 | −30,6 | −28,9 | −20,6 | −7,2  | 3,9  | 7,8  | 5,6  | −0,6  | −13,3 | −23,9 | −30,0 | −30,8    | −18,9    | 5,8      | −12,6    | −14,1 |
| T. max. assoluta (°C) | 5     | 3,9   | 5,0   | 7,8   | 20,0  | 30,6 | 31,7 | 28,9 | 21,7  | 15,0  | 6,7   | 10,0  | 10,0     | 20,0     | 31,7     | 21,7     | 31,7  |
| T. min. assoluta (°C) | −60   | −57,8 | −51,7 | −42,8 | −43,9 | −5,0 | −3,3 | −6,1 | −17,8 | −38,9 | −48,9 | −53,9 | −60,0    | −51,7    | −6,1     | −48,9    | −60,0 |
| Precipitazioni (mm)   | 43,2  | 25,4  | 27,9  | 15,2  | 17,8  | 27,9 | 50,8 | 71,1 | 35,6  | 38,1  | 48,3  | 33,0  | 101,6    | 60,9     | 149,8    | 122,0    | 434,3 |

## Economia
Vista la notevole presenza di indigeni residenti l'economia si basa soprattutto sull'allevamento della renna e sulla pesca, entrambe praticate a livello di sussistenza.
Da uno studio fatto nel 2000, risultava che poco più di 250 abitanti (la metà della forza lavoro) lavorava per il comune o in varie organizzazioni federali. Questi settori, assieme al primario, sono gli unici dove gli indigeni sono adeguatamente rappresentati, molti altri settori sono dominati dai russi tra cui le comunicazioni, il commercio ed i servizi aeroportuali o addirittura a loro esclusivo appannaggio (costruzioni e banche).